# Elijah Stewart
Elijah Stewart (DeRidder, 14 novembre 1995) è un cestista statunitense.

## Palmarès

### Squadra
- Coppa di Finlandia: 1

Helsinki Seagulls: 2020
- Supercoppa di Romania: 1

U Cluj: 2021

### Individuale
- Basketball Champions League Second Best Team: 1

U-BT Cluj-Napoca: 2021-2022